# Dactyloscopus pectoralis
Dactyloscopus pectoralis är en fiskart som beskrevs av Gill, 1861. Dactyloscopus pectoralis ingår i släktet Dactyloscopus och familjen Dactyloscopidae. IUCN kategoriserar arten globalt som livskraftig. Inga underarter finns listade i Catalogue of Life.